# Tagebuch eines Vampirs
Tagebuch eines Vampirs ist eine Jugendbuchreihe von Lisa Jane Smith aus den 1990er-Jahren, die Liebesbeziehungen zwischen Menschen und Vampiren behandelt. Ursprünglich vier Bände umfassend, erlebten die Bücher nach dem Erfolg von Stephenie Meyers Twilight-Serie eine neue Popularitätswelle. Sie wurden 2008 neu aufgelegt und fortgesetzt, zunächst von Smith selbst, später nach einem Zerwürfnis zwischen der Autorin und dem Verlag von Ghostwritern. Insgesamt umfasst die Serie 13 Bände. Smith selbst verfasste nach dem Ende ihres Vertrags eine Reihe von Fan-Fiction-Geschichten, die ihre persönliche Version der Geschichte fortführen, aber nicht zum offiziellen Kanon gezählt werden.
Seit 2009 in den USA und seit 2010 in Deutschland wird die Serie Vampire Diaries ausgestrahlt, die auf den Büchern basiert, jedoch nicht dem Handlungsstrang folgt. Auf der TV-Serie beruht die Buchreihe Stefan's Diaries.

## Handlung
Die Geschichte beginnt mit Stefano Salvatores Ankunft in der Kleinstadt Fell’s Church, wo er versucht, seinem schweren Leben als Vampir zu entkommen. Dort erregt er die Aufmerksamkeit der High-School-Schönheit Elena Gilbert, die seiner ersten Liebe Catarina zum Verwechseln ähnlich sieht, aber einen anderen Charakter aufweist. Stefano weist sie wiederholt ab, um sein Geheimnis zu wahren und Elena vor seinem Blutdurst zu schützen, doch schließlich kommen sich die beiden näher. Probleme bahnen sich an, als Stefanos böser Bruder Damon auftaucht. Die beiden Brüder kommen ursprünglich aus Florenz und leben seit dem 15. Jahrhundert in Zwietracht, da sie beide einst Catarina liebten und sich ihretwegen gegenseitig umbrachten. Als Damon sich ebenfalls in Elena verliebt und Elena beginnt, auch für ihn Gefühle zu entwickeln, droht sich die Geschichte der Brüder zu wiederholen.

## Hauptpersonen
Elena Gilbert: Elenas Eltern starben bei einem Autounfall. Seitdem lebt sie mit ihrer jüngeren Schwester Margaret bei ihrer Tante Judith. Zu Beginn der Geschichte ist Elena eine recht oberflächliche Highschoolschönheit, die bislang jeden Jungen bekam und Stefano als Herausforderung betrachtet. Sie reift charakterlich, sobald sie Stefano als Vampir enttarnt und versucht ihm zu helfen. Im Laufe der Geschichte wird Elena vom Mensch zum Vampir, später zum Geist und wieder zum Menschen. Sie entpuppt sich letztendlich als Abkömmling der Himmlischen Wächter, deren Blut für die Uralten hochgiftig ist und erhält von ihnen gelegentlich Aufträge. Sie liebt Stefano, entwickelt jedoch auch für seinen Bruder Damon starke Gefühle.
Stefano Salvatore (im englischen Original: Stefan): Stefano stammt aus der italienischen Stadt Florenz und wurde, wie sein älterer Bruder Damon, im 15. Jahrhundert von deren ersten Liebe Catarina in einen Vampir verwandelt. Stefano und Damon geraten über ihre gemeinsame Liebe zu Catarina aneinander, bis hin zur Feindschaft. Als die beiden Elena treffen, entflammt diese neu. Stefano ist aufgrund seiner Ernährung von Tierblut schwächer als andere Vampire. Er versucht seiner großen Liebe Elena trotz aller Widrigkeiten ein normales Leben ermöglichen und ist im Zweifelsfall auch bereit, Unschuldige zu opfern, um Elena zu beschützen.
Damon Salvatore: Damon ist das exakte Gegenteil von Stefano. Er trinkt Menschenblut, wodurch er im Vergleich zu Stefano wesentlich stärker ist und genießt sein Dasein als Vampir aus vollen Zügen. Seine Überlegenheit kostet er im Hinblick auf die Feindschaft zwischen den Brüdern gerne aus. Trotzdem hat Damon einen unverbrüchlichen Ehrenkodex und hegt Beschützerinstinkte für Elenas Freundin Bonnie. Auch er verliebt sich in Elena und versucht wiederholt, ihr seine Lebensart schmackhaft zu machen. Damon wird zwischenzeitlich wieder zum Menschen, lässt sich jedoch später wieder in einen Vampir verwandeln. Er fungiert mitunter als Antagonist.
Bonnie McCullough: Bonnie, eine von Elenas besten Freundinnen, stammt von den keltischen Druiden ab und besitzt daher übersinnliche Kräfte. Zunächst beschränkt auf Visionen, erlernt sie in späteren Büchern Magie und steht ihren Freunden mit ihren Kräften zur Seite. Sie schwärmt eine Weile für Matt und Damon, bis diese Gefühle sich in feste Freundschaft wandeln. Letzten Endes kommt sie mit dem Werwolf Zander zusammen.
Meredith Sulez: Meredith ist Elenas und Bonnies enge Freundin. In der Return-Trilogie entpuppt sie sich als Vampirjägerin, die von ihren Eltern trainiert wurde und deren Zwillingsbruder zum Vampir wurde. Trotzdem hilft sie Elena, Stefano und Damon, wobei sie letzterem nie völlig vertraut. Sie ist körperlich groß und sie handelt meist sehr rational. Alaric und sie sind ein Paar.
Matthew „Matt“ Jeffrey Honeycutt: Matt ist Elenas Ex- und bester Freund. Er erfährt erst in späteren Teilen von den Vampiren und er hilft Elena häufig aus schwierigen Situationen heraus, da er noch etwas für sie empfindet. Während er und Stefano gute Freunde sind, bereitet es Damon großes Vergnügen, ihn zu verspotten und regelmäßig seinen Namen zu „vergessen“.
Tyler Smallwood: Tyler ist der Schulrüpel, der Elena und ihren Freundinnen nachstellt und ständig versucht, Stefano Morde anzuhängen. Er entpuppt sich als Träger des Werwolfvirus, welches von Nicolaus aktiviert wird. Er und Caroline Forbes haben gemeinsam Zwillinge.
Caroline Forbes: Ursprünglich eng mit Elena, Bonnie und Meredith befreundet, wird sie zur Feindin, als Stefano sie verschmäht. Zusammen mit Tyler Smallwood versucht sie wiederholt, Elena bloßzustellen und ihre Freunde in Schwierigkeiten zu bringen. Als sie von Tyler schwanger wird, verwandelt sie sich in einen Werwolf.
Catarina von Schwarzschild: Catarina, gebürtig aus Deutschland, wird nach einer schweren Krankheit von dem Uralten Nicolaus in einen Vampir verwandelt. Sie beginnt eine Beziehung sowohl mit Stefano als auch mit Damon und will mit diesen eine Dreierbeziehung eingehen. Nachdem die Brüder sich weigern, täuscht sie ihren Tod vor. Sie sieht Elena zum Verwechseln ähnlich und stellt sich schließlich als ihre Halbschwester heraus.
Miss Flowers: Stefanos Vermieterin ist eine alte Dame, die am Rande von Fell’s Church wohnt und von den Einwohnern gemieden wird. Sie steht mit ihren Heil- und Hexenkräften Elena und ihren Freunden zur Seite.
Nicolaus: Der mächtige Vampir ist ein Uralter und somit einer der ersten seiner Art. Er terrorisiert Merediths Familie, verwandelte einst Catarina und kommt nach ihrem ersten Tod nach Fell’s Church, um Rache zu nehmen.

## Teile

### Die Originalreihe
Nach ihrem Debütroman The Night of the Solstice heuerte Alloy Entertainment Lisa Jane Smith an, eine Serie im Stil von Gespräch mit einem Vampir zu verfassen, die sich an ein jugendliches Publikum richten sollte. Innerhalb von neun Monaten war die Trilogie fertig. HarperCollins kaufte die Rechte und veröffentlichte die ersten drei Bücher im Jahr 1991 sowie den vierten Teil ein Jahr später. 1993 erschienen die Bücher erstmals in Deutschland unter diesen Titeln im Cora Verlag in der Super Mystery Reihe:
- Das Erwachen (ab 2008: Im Zwielicht)
- Der Kampf (ab 2008: Bei Dämmerung)
- Der Zorn (ab 2008: In der Dunkelheit)
- Die Rache (ab 2008: In der Schattenwelt)

Die ersten drei Bücher behandeln den Konflikt der Brüder Stefano und Damon und ihre Liebe zu Elena und, in Rückblenden, zu Catarina. Die Antagonisten sind Tyler Smallwood, Caroline Forbes, Damon Salvatore und Catarina. Im vierten Buch rufen Elenas Freunde Bonnie, Meredith und Matt die Salvatore-Brüder zu Hilfe, als der Uralte Nicolaus nach Fell's Church kommt und Morde begeht. Elena taucht in diesem Teil als Schutzgeist auf und kehrt am Ende des Buches zurück.

### DieReturn-Trilogie
2009 wurde die Reihe von Lisa Jane Smith fortgesetzt mit der Trilogie The Return:
- Rückkehr bei Nacht
- Seelen der Finsternis
- Schwarze Mitternacht

Zwei bösartige, japanische Wesen, die Kitsune, kommen nach Fell's Church und infizieren die Bewohner mit Besessenheit. Damon, ebenfalls besessen und eifersüchtig auf Stefanos Beziehung zu Elena, schließt einen Pakt mit den Kitsune, die seinen Bruder entführen. Während Fell's Church in Chaos und Gewalt versinkt, begibt sich Elena mit dem geheilten Damon und ihren Freundinnen Bonnie und Meredith in die dunkle Dimension, um Stefano zu retten und eine Waffe gegen die Kitsune zu finden.
Zusätzlich schrieb Smith einige Kurzgeschichten, die sie auf ihrer Homepage veröffentlichte:
- Matt and Elena – First Date (2010)
- Matt and Elena – Tenth Date: On Wickery Pond (2010)
- Bonnie and Damon: After Hours (2011)
- An Untold Tale: Blood Will Tell (2010)
- An Untold Tale: Elena's Christmas (2010)

### DieHunters-Trilogie
Von 2011 bis 2014 kam die neue Trilogie The Hunters heraus:
- Jagd im Abendrot
- Jagd im Mondlicht
- Jagd im Morgengrauen

Im ersten Buch versuchen Elena und ihre Freunde sich in ihrer neuen Realität zurechtzufinden und müssen alte Ressentiments überwinden. Im zweiten und dritten Buch geschehen seltsame Morde auf dem Campus des Dalcrest College, das die Freunde besuchen und alte Feinde stehen von den Toten auf. Als Damon mehr und mehr der dunklen Seite verfällt, gerät Elena in Konflikt mit ihren Gefühlen für ihn und ihren Pflichten als Wächterin.
Hunters war die erste Trilogie, die nicht mehr von Lisa Jane Smith selbst geschrieben wurde. Im Jahr 2011 kam es zwischen der Autorin und Alloy Entertainment zum Streit über die Fortsetzung der Serie. Da Alloy Entertainment sich die Rechte an der Serie gesichert hatte, ersetzten sie Smith schließlich durch einen Ghostwriter, sehr zur Verbitterung der Autorin, die sich sehnlichst wünschte, „ihre“ Serie selbst fertigzustellen. Eigenen Angaben zufolge hatte sie Jagd im Abendrot bereits fertig geschrieben und eingesandt, als ihr von Alloy Entertainments gekündigt wurde. Daher ist ungewiss, ob das Buch komplett oder nur teilweise von dem Ghostwriter verfasst wurde.

### DieSalvation-Trilogie
Von 2014 bis 2015 erschien die Trilogie Salvation, geschrieben von Aubrey Clark:
- Dunkle Ewigkeit
- Im Bann der Ewigkeit
- Im Licht der Ewigkeit

Während Stefano und Elena versuchen, einen heimtückischen Uralten zur Strecke zu bringen, wird Damon von Vampiren ohne die klassischen Vampirschwächen attackiert. Die Spur führt zu einem wahnsinnigen Wissenschaftler, der mit Hilfe von Experimenten Menschen in nahezu unbesiegbare Vampire verwandeln kann. Um die Spirale der Gewalt ein für allemal zu beenden, geht Elena einen Pakt mit den Himmlischen Wächtern ein, die ihr auftragen, die Vergangenheit zu verändern.

### Stefan's Diaries
2010 erschien eine Buchreihe, die sich an der Serie Vampire Diaries orientiert.
- Stefan’s Diaries: Am Anfang der Ewigkeit
- Stefan’s Diaries: Nur ein Tropfen Blut
- Stefan’s Diaries: Rache ist nicht genug
- Stefan’s Diaries: Nebel der Vergangenheit
- Stefan’s Diaries: Schatten des Schicksals
- Stefan’s Diaries: Fluch der Finsternis

Die Serie befasst sich mit Stefans Leben, nachdem er und sein Bruder Damon in Vampire verwandelt wurden. Im Gegensatz zur Buchserie starben die Brüder nicht in der Renaissance, sondern zur Zeit des Amerikanischen Bürgerkriegs, sie sind Amerikaner statt Italiener und wurden von ihrem Vater getötet. Katerina Petrova, ihre gemeinsame Geliebte, ist nicht Deutsche, sondern Bulgarin. Wie die Hunter- und Salvation-Trilogie wurde die Reihe von einem Ghostwriter verfasst.

### DieEvensong-Reihe
Im Jahr 2014 veröffentlichte Smith auf der Amazon-Plattform Kindle Worlds ihre eigene Fortsetzung der Buchserie.
- Paradise Lost
- War of the Roses

Die Handlung spielt direkt nach Schwarze Mitternacht und ignoriert die Hunters- und Salvation-Trilogie. Da Smith nicht länger die Rechte an der Serie besitzt, werden die Evensong-Romane als Fan-Fiction gewertet und gehören nicht zum offiziellen Kanon. Eigenen Angaben zufolge plant Smith einen dritten Teil mit dem Titel Into the Woods und schließlich ihren eigenen Abschluss der Geschichte.

## Belege
1. 1 2  Alexandra Alter: 'Vampire Diaries' Writer Bites Back. The Wallstreet Journal, 17. April 2014. Zugriff am 19. Mai 2016
2. ↑  Aja Romano: How the creator of 'Vampire Diaries' used Kindle Worlds to get back at her publisher. The Daily Dot, 10. Februar 2014. Zugriff am 19. Mai 2016
3. ↑  Mike Pearl: The Writer Who Beat The System: How One Woman Resurrected Her Sexy Vampire Brothers (Memento des Originals vom 20. Mai 2016 im Internet Archive)  Info: Der Archivlink wurde automatisch eingesetzt und noch nicht geprüft. Bitte prüfe Original- und Archivlink gemäß Anleitung und entferne dann diesen Hinweis.. The Awl, 6. Februar 2014. Zugriff am 20. Mai 2016
4. ↑  L.J. Smith: L. J. Smith’s new Vampires Diaries series (Memento des Originals vom 16. Januar 2014 im Internet Archive)  Info: Der Archivlink wurde automatisch eingesetzt und noch nicht geprüft. Bitte prüfe Original- und Archivlink gemäß Anleitung und entferne dann diesen Hinweis.. L.J. Smith Official Site, 15. Januar 2014, Zugriff am 20. Mai 2016